# L'Eden dei lunatici
L'Eden dei lunatici è il secondo album in studio da solista del cantautore italiano Umberto Palazzo, pubblicato il 5 luglio 2020.

## Il disco
L'idea di realizzare un secondo disco da solista è maturata in Umberto Palazzo in seguito alle restrizioni sociali imposte dalla quarantena causata dalla pandemia da COVID-19. L'album, intitolato L'Eden dei lunatici, è stato scritto, prodotto e registrato dal 17 aprile al 23 maggio 2020 presso lo studio di registrazione di Palazzo. Pubblicato il 5 luglio 2020 solo dopo il termine della quarantena, il disco è stato distribuito da Diggers Factory e anticipato dai singoli Il moscone e La riviera.
Palazzo ha descritto L'Eden dei lunatici come un concept album incentrato sull'estate e un omaggio alla giovinezza, influenzato – da un punto di vista stilistico – dalla musica funk e dal pop soul tipico della canzone italiana degli anni settanta.

## Tracce
Testi e musiche di Umberto Palazzo.
1. Il moscone – 4:25
2. La riviera – 4:22
3. La baia – 4:33
4. L'unica ricchezza – 4:46
5. L'Eden dei lunatici – 4:52
6. Rita Qualcosa – 4:06
7. Incontri misteriosi – 4:50
8. Mare di notte – 2:30